# Intuición delirante
Intuición delirante es un término que se usa en psiquiatría para referirse a un pensamiento o creencia que cuando se expresa ya sea en sociedad o generalmente en un entorno clínico, es prácticamente imposible o improbable que las relaciones semánticas presentes en el contenido del discurso de los sujetos tengan fundamentos en la realidad, siendo esto, propio de un pensamiento delirante. En el contexto de lo intuitivo, este tipo de delirio es más bien una vivencia de falsa intuición, la persona experimenta algo que se parece a lo intuitivo pero la experiencia se considera como delirante. A este delirio también se le conoce como delirio autóctono o autorreferente.
Esta clase de fenómeno psicológico, que se observa por medio de gestos dentro del comportamiento anormal y que se comunica en el habla anormal, es una traducción de la palabra alemana Wahneinfall. Wahn traducido significa específicamente extravagancia, una falsa opinión o capricho.
Es un término relevante en las áreas de psiquiatría y psicología que describe la expresión de pensamientos que no tienen una base clara en la inferencia. Una comprensión fenomenológica es una ocurrencia muy parecida a la expresión espontánea de una idea inspiradora, “salida de la tierra”, que se materializa como un medio delirante con la convicción de que es una “iluminación inmediata” (Leon et al 1989) que ocurre como un “delire d’embléé (locura súbita), es decir, completa en el caso real. Al delirio definido en este contexto como autóctono o autorreferente, se le conoce como primario (Jaspers 1963).
El delirio se define en entornos clínicos como una descripción del síntoma de la enfermedad psicótica conocida como esquizofrenia y se le conoce dentro de ese ámbito como un síntoma de primer orden. Las ideas delirantes a veces son producidas por un humor delirante previo (Fish 1985). Según el artículo de Klaus Conrad de 1958, grātia gratiam parit, el delirio se produce como una evolución de segundo orden del pensamiento delirante temprano.